# Wilmington Hammerheads
Wilmington Hammerheads is een Amerikaanse voetbalclub uit Wilmington (North Carolina), die opgericht is in 1996. Het team speelt in de United Soccer Leagues Second Division. Ze spelen thuis in het Legion Stadion. De kleuren zijn blauw en wit.
De Hammers hebben een kampioenschap gewonnen in 2003 en waren verliezend finalist in 2002 (2-1). He beste resultaat van de club was in 2003 tegen Dallas Burn. Die versloegen ze thuis met 4-1.

## Uitslagen
| Jaar | Divisie | Competitie            | Stand               | Playoffs                    | Open Cup            |
| ---- | ------- | --------------------- | ------------------- | --------------------------- | ------------------- |
| 1996 | 3       | USISL Pro League      | 3e, Zuid Atlantisch | Halve finale                | Niet gekwalificeerd |
| 1997 | 3       | USISL D-3 Pro League  | 5e, Zuid Atlantisch | Niet gekwalificeerd         | Niet gekwalificeerd |
| 1998 | 3       | USISL D-3 Pro League  | 6e, Atlantisch      | Halve finale van de divisie | Niet gekwalificeerd |
| 1999 | 3       | USL D-3 Pro League    | 2e, Atlantisch      | Conference Finals           | Tweede ronde        |
| 2000 | 3       | USL D-3 Pro League    | 2e, Zuid            | Conference kwartfinale      | Tweede ronde        |
| 2001 | 3       | USL D-3 Pro League    | 1e, Zuid            | Conference Finale           | Niet gekwalificeerd |
| 2002 | 3       | USL D-3 Pro League    | 1e, Zuid            | Finale                      | Niet gekwalificeerd |
| 2003 | 3       | USL Pro Select League | 2e, Zuid            | Kampioen                    | Kwartfinale         |
| 2004 | 3       | USL Pro Soccer League | 2e, Zuid            | Kwartfinale                 | Derde ronde         |
| 2005 | 3       | USL Second Division   | 4e                  | Halve finale                | Derde ronde         |
| 2006 | 3       | USL Second Division   | 8e                  | Niet gekwalificeerd         | Vierde ronde        |
| 2007 | 3       | USL Second Division   | 7e                  | Niet gekwalificeerd         | Niet gekwalificeerd |